# Plazoleta Patricio Mekis
La plazoleta Patricio Mekis es una plaza ubicada en la calle Agustinas de Santiago de Chile, frente al Teatro Municipal que, junto con los inmuebles circundantes, fue declarada Monumento Nacional en 1973.

## Historia y características
La plazoleta que lleva hoy el nombre de Patricio Mekis —alcalde de Santiago entre junio de 1976 y enero de 1979—, conocida antes como plazoleta o plazuela del Teatro Municipal, comienza en la calle Agustinas, en la esquina con San Antonio, enfrentando al Municipal y delante del palacio Subercaseaux.
Este espacio abierto se ha mantenido despejado desde mediados del siglo XIX, cuando en 1853 el presidente Manuel Montt encargó al arquitecto francés François Brunet de Baines el diseño del Teatro Municipal y su entorno, en el lugar en que antes había funcionado la antigua Universidad de San Felipe. Las obras quedaron a cargo del también francés Lucien Hénault luego de la muerte de Brunet, y de la ingeniería se responsabilizó Augusto Charme.
El objetivo de la plaza de planta libre y rectangular fue permitir la apreciación visual del frente del Municipal, evitando que este se viera opacado por otros edificios. Al principio el lugar carecía de grandes ornamentos y mobiliario urbano, y la rodeaban edificios que ocupaban casi el mismo perímetro que los actuales.
En 1870, un incendio arrasó con el Teatro Municipal, lo que condujo a trabajos de reconstrucción que también estuvieron a cargo de Hénault. A partir de entonces, su apariencia comenzó a cambiar. En 1901 fue erigido el palacio Subercaseaux por encargo del empresario salitrero Francisco Subercaseaux Vicuña —uno de cuyos numerosos hermanos fue el pintor Ramón Subercaseaux— de acuerdo con los planos de Miguel Ángel de la Cruz Labarca. Subercaseaux mandó construir tres residencias, una para él, y las otras para sus hijos. Primero, fueron construidas las casas de estos, con una sola fachada y un ingreso común, y fueron Julio (el mayor de los 7 que tuvo) y Josefina (la menor), quienes vivieron allí. Poco después compró un terreno al poniente de los anteriores y en 1904 decidió levantar una casa para él y su señora, Juana Brown y Aliaga, con las mismas características formales de las anteriores. Francisco Subercaseaux había conocido al arquitecto De La Cruz, que había estudiado en la Escuela de Bellas Artes de París, en un viaje de regreso de Europa, pero en la obra participaron también Alberto Cruz Montt (tuvo a su cargo las terminaciones interiores) y Julio Montt, que hizo cambios en la distribución de los espacios. Las casas tienen una clara influencia francesa, inspirada en el estilo Luis XV que imperaba en la Academia de Bellas Artes parisina de fines del siglo XIX.
La Fuente de los niños, del escultor argentino Arturo Dresco, es el "elemento más característico" de la plazoleta; la obra escultórica fue regalada en 1910 al gobierno chileno por Argentina con motivo del primer centenario de la Independencia. Desde que fue instalada, su ubicación ha cambiado, pero siempre manteniéndose en el mismo sector.
Hacia 1921, luego de la muerte de patriarca de la familia, los herederos vendieron los inmuebles; unos fueron destinados a oficinas bancarias, mientras que la casona principal pasó por diferentes propietarios hasta que en 1950 fue traspasada a la Fuerza Aérea y al año siuguiente se instaló allí el Club de Oficiales de esta institución.

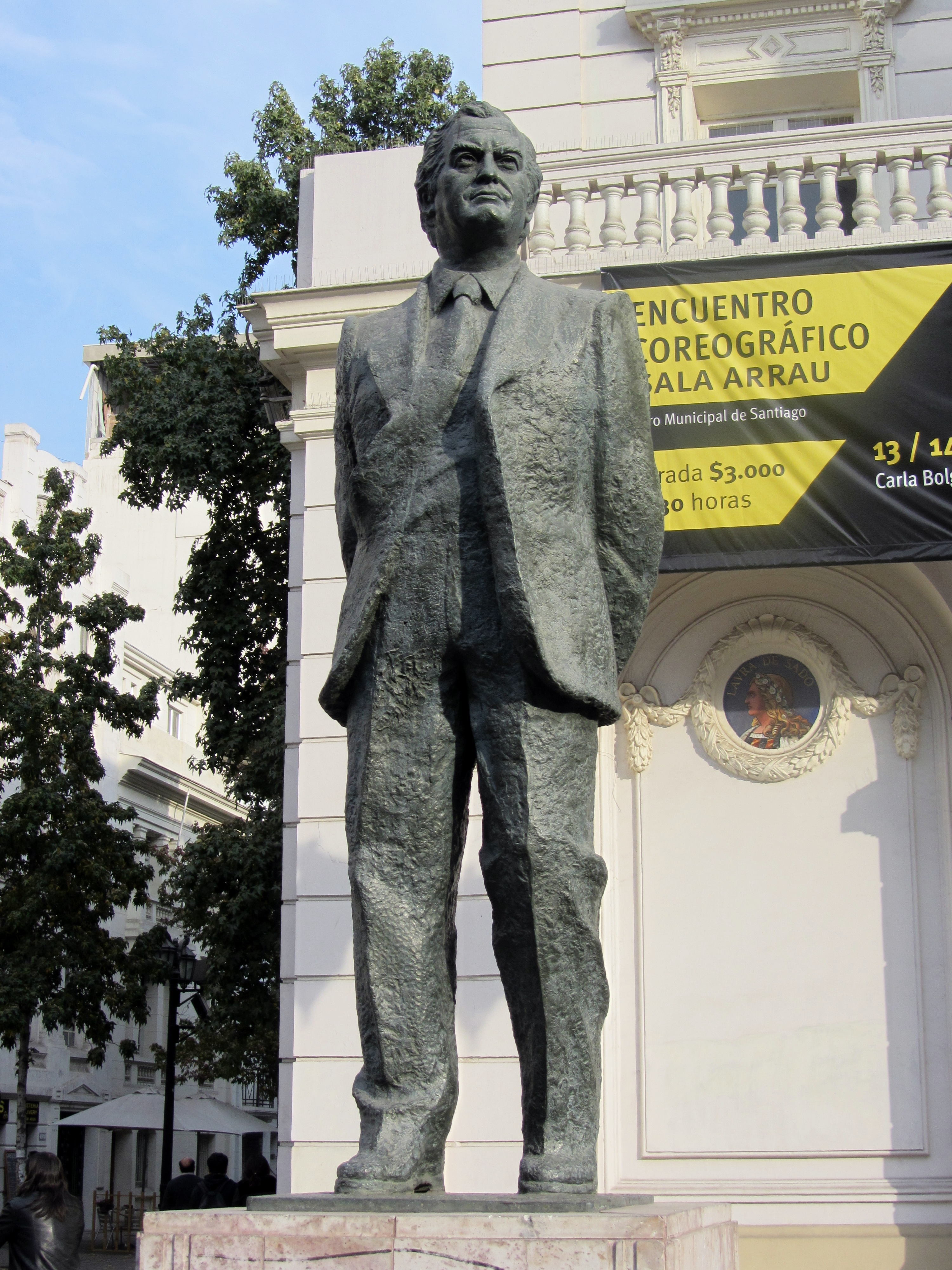
Estatua de Patricio Mekis por Galvarino Ponce.

La plazoleta del Teatro Municipal fue rebautizada en 1979 en homenaje a Mekis, gran transformador del centro de Santiago que pereció ese año al caer del balcón de su casa de veraneo. Como alcalde de la ciudad, fue responsable de importantes obras, entre las que destaca la peatonalización de las calles Ahumada y Huérfanos en una época en que los tranvías y los vehículos habían saturado el centro fundacional de la capital chilena. Fue bajo la gestión de Mekis que la plazoleta adquirió su apariencia contemporánea; el diseño se realizó bajo la dirección del arquitecto Hernán Manríquez, uno de sus principales asesores, que se encargó también del proyecto de diseño del paseo Bulnes. En el costado norte de la plazoleta, casi en la esquina con Tenderini, fue erigida una estatua de Mekis, obra del escultor chileno Galvarino Ponce.
Entre 2006 y 2008 se realizaron trabajos para instalar estacionamientos subterráneos que obligaron a introducir modificaciones en la plazoleta. Así, hubo que cambiar un poco la ubicación de la Fuente de los niños y replantar las palmeras; además, eliminaron algunas áreas verdes, instalaron bancas y desmontaron la casa-kiosco de la guardia original del palacio Subercaseaux, que luego fue reconstruida y sirve hoy de acceso a pie a los estacionamientos. También se unificó el adoquinado de piedra haciendo desaparecer la calzada, que está demarcada por pilares y cadenas.
La plazoleta fue declarada Monumento Histórico en 1973 con todos los elementos de su conjunto: la fuente, los muros, los portones y la casa-kiosco. Además, fueron declarados como monumentos el conjunto de las tres propiedades que habían sido de los Subercaseaux, que entonces ocupaban el Club de la Fuerza Aérea, la tienda La Maisson y el Instituto Chileno-Francés de Cultura (de estos, solo el mencionado club continúa en el palacio).